# Velika Dapčevica
Velika Dapčevica falu Horvátországban Belovár-Bilogora megyében. Közigazgatásilag Grobosinchoz tartozik.

## Fekvése
Belovártól légvonalban 39, közúton 47 km-re délkeletre, Verőcétől légvonalban 15, közúton 17 km-re délnyugatra, községközpontjától légvonalban 8, közúton 9 km-re északkeletre a Bilo-hegység délnyugati lejtőin, a Dapčevica-patak partján fekszik.

## Története
A római hódítás előtt ezt a vidéket egy illír-kelta törzsek lakták. A rómaiak a pannóniai illír felkelés leverése után 9-ben kerítették teljesen hatalmukba területét. A római jelenlétről tanúskodik a Velika Peratovica és Velika Dapčevica közötti „Gradina” nevű hegyen található régészeti lelőhely, melyet egy kisebb késő római erőd maradványainak tartanak, ahova a lakosság a barbár betörések elől menekült. Zvonko Lovrenčević egy nagyméretű, négyszög alaprajzú római erőd romjait sejti a hegy tetején. A kérdésre csak egy régészeti feltárás adná meg a választ, mely ezidáig még nem történt meg.
A török kiűzése után a község területe majdnem teljesen lakatlan volt és rengeteg szántóföld maradt műveletlenül. Ezért a bécsi udvar elhatározta, hogy a földeket a betelepítendő határőrcsaládok között osztja fel. Az első betelepülő családok 1698-ban érkeztek Lika, Bosznia, a horvát Tengermellék, Imotski és kisebb számban az Isztria területéről. Újjászervezték a közigazgatást is. Létrehozták a katonai határőrvidéket, mely nem tartozott a horvát bánok fennhatósága alá, hanem osztrák és magyar generálisok irányításával közvetlenül a bécsi udvar alá tartozott.
A települést 1774-ben az első katonai felmérés térképén „Dorf Velika Dabchevicza” néven találjuk. A katonai közigazgatás idején a szentgyörgyvári ezredhez tartozott. Lipszky János 1808-ban Budán kiadott repertóriumában „Dapchevicza (Velika)” néven szerepel. Nagy Lajos 1829-ben kiadott művében „Dapchevicza (Velika)” néven 59 házzal, 5 katolikus és 376 ortodox vallású lakossal találjuk.
A katonai közigazgatás megszüntetése (1871) után Magyar Királyságon belül Horvát–Szlavónország részeként, Belovár-Kőrös vármegye Grubisno Poljei járásának része volt. 1857-ben 231, 1910-ben 633 lakosa volt. 1910-ben a népszámlálás adatai szerint lakosságának 85%-a szerb, 12%-a magyar, 3%-a horvát anyanyelvű volt. Az első világháború után 1918-ban az új szerb-horvát-szlovén állam, majd később (1929-ben) Jugoszlávia része lett. 1941 és 1945 között a németbarát Független Horvát Államhoz tartozott.
A szerb lakosság többsége királypárti volt és a csetnikekhez csatlakozott, akik a község keleti részén tevékenykedtek. Az usztasák sok szerbet foglyul ejtettek és táborokba zártak. A különösen veszélyesnek tartott elemeket a Pag szigetén létesített munkatáborba vitték. Már 1941-ben megalakultak az első partizán egységek is. A háború után a település a szocialista Jugoszláviához tartozott. 1991-től a független Horvátország része. 1991-ben lakosságának 90%-a szerb nemzetiségű volt. A délszláv háború kirobbanása után szerb szabadcsapatok ellenőrizték. 1991. november 2-án az Otkos 10 hadművelet harmadik napján foglalta vissza a horvát hadsereg. A szerb lakosság nagy része elmenekült. 2011-ben 32 lakosa volt.

## Lakossága
| Lakosság változása | Lakosság változása | Lakosság változása | Lakosság változása | Lakosság változása | Lakosság változása | Lakosság változása | Lakosság változása | Lakosság változása | Lakosság változása | Lakosság változása | Lakosság változása | Lakosság változása | Lakosság változása | Lakosság változása | Lakosság változása |
| ------------------ | ------------------ | ------------------ | ------------------ | ------------------ | ------------------ | ------------------ | ------------------ | ------------------ | ------------------ | ------------------ | ------------------ | ------------------ | ------------------ | ------------------ | ------------------ |
| 1857               | 1869               | 1880               | 1890               | 1900               | 1910               | 1921               | 1931               | 1948               | 1953               | 1961               | 1971               | 1981               | 1991               | 2001               | 2011               |
| 231                | 275                | 258                | 410                | 562                | 633                | 597                | 664                | 271                | 289                | 280                | 220                | 153                | 105                | 85                 | 32                 |

## Nevezetességei
Mihály arkangyal tiszteletére szentelt pravoszláv temploma a Grobosinc – Verőce főút jobb oldalán, egy a falu fölé emelkedő dombon, a temető mellett állt. A régi fatemplom még 1720-ban épült, de a II. világháború idején az usztasák felgyújtották. A helyén sokáig csak egy kereszt állt a temető területén. Az új templom építése közvetlenül a délszláv háború előtt, 1990. július 26-án kezdődött, de háborús események miatt az építés félbeszakadt. Ma csak az alapok láthatók a fűben, melyek felett harangláb áll.